# Cranston
Cranston, tidigare Pawtuxet, är en stad i Providence County, Rhode Island, USA med cirka 79 269 invånare (2000). 